# Kompania łączności 23 Dywizji Piechoty
Kompania łączności 23 Dywizji Piechoty – pododdział łączności Wojska Polskiego.

## Historia kompanii
Na podstawie rozkazu Ministerstwa Spraw Wojskowych Szefostwo Łączności L. 680/tjn.32/Org. z 7 października 1932 została sformowana z dniem 20 października 1932 kompania telegraficzna 23 Dywizji Piechoty.
Na stanowisko dowódcy kompanii wyznaczony został kapitan Rene Maria Maksymilian Machalski, a na stanowisko młodszego oficera kompanii porucznik Wacław Mirosław Jekiel i podporucznik Ryszard Ludwik Adolf Mayer. We wrześniu 1933 dołączył ppor. Stefan Miechowicz, absolwent Szkoły Podchorążych Inżynierii.
Kompania telegraficzna 23 DP została zorganizowana przez dowódcę 5 batalionu telegraficznego w tymczasowym miejscu postoju w Krakowie. Przeniesienie kompanii do Katowic nastąpiło na podstawie zarządzenia dowódcy Okręgu Korpusu Nr V po wygaśnięciu epidemii tyfusu w 73 pułku piechoty i opróżnieniu koszar przeznaczonych dla kompanii. Oficerowie, podoficerowie i szeregowcy służby czynnej rocznika 1910 byli przydzieleni z 5 baonu telegraficznego i istniejących już kompanii telegraficznych, natomiast rekruci rocznika 1911 zostali powołani do 5 baonu telegraficznego w dniach 29-31 października 1932. Kompania otrzymała osiem koni wierzchowych (remontów), osiem koni taborowych, osiem kompletnych rzędów wierzchowych i dwie pary uprzęży taborowych.
Kompania stacjonowała w Katowicach i była organiczną jednostką łączności 23 Dywizji Piechoty.
Kompania miała prowadzić szkolenie według obowiązującej wówczas „Instrukcji wyszkolenia wojsk łączności” sygn. MSWojsk. Szefostwo Łączności L. dz. 900/tjn. Wyszk. 30.
Kompania miała dwa plutony, lecz nie posiadała radia. Pluton radio był mobilizowany w pułku radio w Warszawie i po zakończeniu mobilizacji przydzielony do dywizji. Dywizja nie posiadała wówczas organu zaopatrzenia i naprawy sprzętu łączności, czyli organu służby łączności.
Na podstawie rozkazu Dowództwa Łączności MS Wojsk. L. 3000/tjn. I.Org. z 11 października 1937 kompania telegraficzna 23 DP została przeorganizowana i przemianowana na kompanię łączności 23 DP. W składzie kompanii został utworzony pluton radio.
Organizacja pokojowa kompanii łączności:
- dowódca kompanii (kapitan),
- drużyna dowódcy kompanii[c],
- I pluton telefoniczny,
- II pluton telefoniczny,
- III pluton radio,
- gołębnik polowy,
- stacja Hughesa[20][12].

Etat przewidywał 4 oficerów, 14-18 podoficerów (zależnie od typu kompanii), 130-133 szeregowców, 14 koni wierzchowych, 18-20 koni pociągowych, 2 samochody ciężarowe, 2 motocykle, 8 rowerów ewentualnie 60 gołębi pocztowych.
Organizacja pokojowa była dostosowana do zadań mobilizacyjnych i okazała się dobrą.
Kompania łączności 23 DP ze względu na charakter i zakres przewidywanych zadań, została wzmocniona dodatkowym plutonem łączności.
Na podstawie rozkazu Departamentu Dowodzenia Ogólnego MSWojsk. L. dz. 1339/tj. z 19 lutego 1938 został utworzony specjalny pluton łączności. Służbę w tym plutonie pełnili wyłącznie Polacy z Górnego Śląska – pewni politycznie. Skład osobowy plutonu łączności spec. (na czas pokoju) do obsługi sieci telefonicznej na pozycji umocnionej Górnego Śląska przedstawiony w załączniku do pisma L. 381/Mob. 37 z dnia 9 października 1937 przewidywał jednego oficera, 11 podoficerów i 47 szeregowych, jeden samochód ciężarowy, jeden motocykl z koszem i 19 rowerów. Na załączniku umieszczono uwagę, że dla plutonu przydzielono dotychczas 5 podoficerów zawodowych i 10 szeregowych.
1 września 1938 uprawnienia dowódcze względem kompanii otrzymał szef łączności dywizji. Dowódcami (szefami) łączności 23 DP byli: kpt. / mjr łącz. Mieczysław Hieronim Zaleski (1 III 1929 – I 1931), mjr łącz. Roman Łączyński (III 1931 – XII 1934) i kpt. / mjr łącz. Edmund Idźkowski (XII 1934 – IX 1939). Pomocnikiem dowódcy łączności we wrześniu 1939 był ppor. łącz. Bartułcki (?).
Do zadań kompanii należało szkolenie rezerw podoficerów i szeregowców jedynie na potrzeby własne. Poborowi byli wcielani bezpośrednio do kompanii. Etaty były tak skalkulowane, że dla zaspokojenia zapotrzebowań wojennych musiano powołać pod broń osiem roczników rezerwistów. Kandydaci na podoficerów służby czynnej z kompanii szkolili się w szkołach podoficerskich batalionów telegraficznych i pułku radio.
1 września 1938 na konferencji u szefa Oddziału I Sztabu Głównego podjęto decyzję o mobilizowaniu w Katowicach zestawu łączności dla rezerwowej 55 Dywizji Piechoty i skreśleniu z tabel mob. Kadry 4 batalionu telegraficznego w Brześciu jednego dyspozycyjnego zestawu łączności (pluton łączności Kwatery Głównej nr 60, kompania telefoniczna nr 60 i drużyna parkowa łączności nr 60).
Wiosną 1939 kompania została podporządkowana pod względem wyszkolenia fachowego dowódcy 2 Grupy Łączności. Ze względu na szybki wybuch wojny dowództwo grupy nie odegrało powierzonej mu roli. 
Zgodnie z uzupełnionym planem mobilizacyjnym „W” kompania łączności 23 DP była jednostką mobilizującą. Pod względem mobilizacji materiałowej była przydzielona do 73 pułku piechoty.
Dowódca kompanii był odpowiedzialny za przygotowanie całości mobilizacji jednostek wpisanych na tabelę mob. z wyjątkiem mobilizacji materiałowej, za którą był współodpowiedzialny razem z dowódcą 73 pułku piechoty. 
Dowódca kompanii był ponadto odpowiedzialny za przeprowadzenie mobilizacji:
- kompanii telefonicznej 23 DP,
- plutonu łączności Kwatery Głównej 23 DP,
- plutonu radio 23 DP,
- drużyny parkowej łączności 23 DP,
- plutonu łączności spec. nr 32,
- samodzielnej drużyny gołębi pocztowych nr 7 (bez 2-go gołębnika)[f],
- kompanii telefonicznej nr 66,
- plutonu łączności Kwatery Głównej nr 66,
- plutonu radio nr 66,
- drużyny parkowej łączności nr 66.

Wszystkie jednostki były mobilizowane w Katowicach, w alarmie, w grupie jednostek oznaczonych kolorem niebieskim. 
Po zakończeniu czynności mobilizacyjnych kompania przekazywała: nadwyżki personelu i materiału koleją do Ośrodka Zapasowego Telegraficznego „Kraków”, natomiast nadwyżki koni i środków przewozowych do 73 pp. Stacja Hughesa odchodziła do dyspozycji dowódcy Obszaru Warownego „Śląsk”
Jednostki zmobilizowane przynależały pod względem ewidencyjnym do OZ Telegraficznego „Kraków” z wyjątkiem plutonów radio 23 i 55 DP, które przynależały do Ośrodka Zapasowego Radio w Warszawie.
23 sierpnia 1939 została zarządzona mobilizacja jednostek „niebieskich” na terenie Okręgu Korpusu Nr V. Początek mobilizacji został wyznaczony na godz. 6.00 następnego dnia.
Jednostki łączności 23  i 55 DP były formowane według organizacji wojennej L.3124/mob.org., ukompletowane zgodnie z zestawieniem specjalności L.3124/mob.AR oraz uzbrojone i wyposażone zgodnie z wojennymi należnościami materiałowymi L.3124/mob./mat.
Plutony łączności Kwatery Głównej 23 i 55 DP przeznaczone były do obsługi dowództw dywizji, kompanie telefoniczne przeznaczone do budowy i obsługi polowej sieci telefonicznej (z kabla polowego), a drużyny parkowe łączności odpowiadały za zaopatrzenie, naprawę i ewakuację sprzętu łączności.
Plutony radio 23 i 55 DP były formowane według organizacji wojennej L.3121/mob.org., ukompletowane zgodnie z zestawieniem specjalności L.3121/mob.AR oraz uzbrojone i wyposażone zgodnie z wojennymi należnościami materiałowymi L.3121/mob./mat.
Samodzielna drużyna gołębi pocztowych nr 7 była formowana według organizacji wojennej L.3681/mob.org., ukompletowana zgodnie z zestawieniem specjalności L.3681/mob.AR oraz uzbrojona i wyposażona zgodnie z wojennymi należnościami materiałowymi L.3681/mob./mat.
Pluton łączności spec. nr 32 był formowany według organizacji wojennej L.3127/mob.org., ukompletowany zgodnie z zestawieniem specjalności L.3127/mob.AR oraz uzbrojony i wyposażony zgodnie z wojennymi należnościami materiałowymi L.3127/mob./mat. Pluton był przeznaczony dla dowódcy Obszaru Warownego „Śląsk”.
27 sierpnia 1939 na bazie plutonu łączności spec. nr 32 została sformowana forteczna kompania łączności.
W czasie kampanii wrześniowej jednostki łączności z plutonami radio walczyły w składzie macierzystych dywizji, forteczna kompania łączności w składzie Grupy Fortecznej Obszaru Warownego „Śląsk”, natomiast samodzielna drużyna gołębi pocztowych nr 7 została przeznaczona dla Armii „Kraków”.

## Kadra kompanii
Dowódcy kompanii
- kpt. łącz. Rene Maria Maksymilian Machalski[h] (X 1932 – IX 1933)
- kpt. łącz. Witold Antoni Fedak (od X 1933[52])
- kpt. łącz. Władysław Rewieński[i] (1939)

Obsada personalna kompanii łączności 23 DP w marcu 1939
- dowódca kompanii – kpt. łącz. Władysław Rewieński
- zastępca dowódcy kompanii – por. łącz. Jerzy Skwarczyński
- dowódca plutonu telefonicznego – por. łącz. Włodzimierz Nieścierowicz
- dowódca plutonu radio – por. łącz. Władysław Lisowski[j]

Obsada personalna jednostek łączności 23 DP i plutonu radio we wrześniu 1939
- dowódca kompanii telefonicznej 23 DP – kpt. łącz. Władysław Rewieński
- zastępca dowódcy kompanii – por. łącz. Jerzy Skwarczyński[k]
- dowódca plutonu – por. łącz. rez. inż. Czesław Bogdan Trześniowski[l]
- dowódca plutonu – pchor. / ppor. łącz. Bolesław Kossecki[m]
- dowódca plutonu – ppor. łącz. rez. Maks Adam Macioł[n]
- dowódca plutonu – ppor. łącz. rez. Władysław Nowakowski[o]
- dowódca plutonu – ppor. łącz. rez. Stefan Wrona[p]
- dowódca plutonu łączności KG 23 DP – por. łącz. Apolinary Antoni Kowalewski[q]
- dowódca plutonu radio 1 DP – ppor. łącz. Aleksander Dakowski
- dowódca drużyny parkowej łączności 23 DP – NN

Obsada personalna jednostek łączności rezerwowej 55 DP i plutonu radio we wrześniu 1939
- dowódca kompanii telefonicznej nr 66 – por. łącz. Włodzimierz Nieścierowicz[r]
- dowódca plutonu – ppor. łącz. rez. Stefan Buksiński[s]
- dowódca plutonu – ppor. łącz. rez. Stanisław Jan Hliniak[t]
- dowódca plutonu – ppor. łącz. rez. Bolesław Pierwocha[u]
- dowódca plutonu – ppor. łącz. posp. rusz. Władysław Muszyński[v]
- dowódca plutonu łączności KG nr 66 – por. łącz. Zdzisław Bohdan Zgierski[w]
- dowódca plutonu radio nr 66 – ppor. łącz. rez. inż. Janusz Inocenty Sułowski[x]
- dowódca drużyny parkowej łączności nr 66 – NN

Obsada personalna fortecznej kompanii łączności we wrześniu 1939
- dowódca kompanii – kpt. uzbr. inż. Antoni Dłużniewski[73] †1940 Charków[74]
- dowódca plutonu – ppor. łącz. rez. Czesław Wcisło[z]
- dowódca plutonu łączności KG[aa] – ppor. łącz. rez. Józef Folwarczny[ab]

Funkcja nieznana
- por. łącz. rez. Wacław Kossow †1940 Charków[77]